# Fenomenologia (psicologia)
Fenomenologia, ou psicologia fenomenológica, é uma subdisciplina da psicologia e o estudo científico das experiências subjetivas. É uma abordagem ao assunto psicológico que tenta explicar as experiências do ponto de vista do sujeito por meio da análise de suas palavras escritas ou faladas. A abordagem tem suas raízes no trabalho filosófico fenomenológico de Edmund Husserl.

## História
Os primeiros fenomenólogos como Husserl, Jean-Paul Sartre e Maurice Merleau-Ponty conduziram investigações filosóficas da consciência no início do século XX. Suas críticas ao psicologismo e ao positivismo influenciaram posteriormente pelo menos dois campos principais da psicologia contemporânea: a abordagem psicológica fenomenológica da Escola Duquesne (o método fenomenológico descritivo na psicologia), incluindo Amedeo Giorgi e Frederick Wertz; e as abordagens experimentais associadas a Francisco Varela, Shaun Gallagher, Evan Thompson e outros (cognição corporificada). Outros nomes associados ao movimento incluem Jonathan Smith (análise fenomenológica interpretativa), Steinar Kvale e Wolfgang Köhler. Mas "uma influência ainda mais forte na psicopatologia veio de Heidegger (1963), particularmente através de Kunz (1931), Blankenburg (1971), Tellenbach (1983), Binswanger (1994) e outros." Os psicólogos fenomenológicos também figuraram com destaque na história do movimento da psicologia humanista.

## Metodologia
A fenomenologia se preocupa com a rica descrição qualitativa de experiências em primeira pessoa. Isso contrasta com as abordagens quantitativas que buscam operacionalizar, abstrair e prever o comportamento. O lema fenomenológico de Husserl: "de volta às coisas em si", exemplifica como a abordagem busca evitar especulações sobre causas subjacentes e, em vez disso, enfatiza descrições diretas de fenômenos, seja por meio de introspecção ou pela observação atenta de outra pessoa.

### Experiência
O sujeito da experiência pode ser considerado a pessoa ou o eu, por conveniência. Na filosofia fenomenológica (e em particular na obra de Husserl, Heidegger e Merleau-Ponty), "experiência" é um conceito consideravelmente mais complexo do que normalmente se considera no uso cotidiano. Em vez disso, a experiência (ou o ser, ou a própria existência) é um fenômeno "em relação a" e é definida por qualidades de direcionamento, corporificação e mundanidade, que são evocadas pelo termo "Ser-aí"
A qualidade ou natureza de uma dada experiência é frequentemente referida pelo termo qualia, cujo exemplar arquetípico é "vermelhidão". Por exemplo, podemos perguntar: "Minha experiência de vermelhidão é a mesma que a sua?" Embora seja difícil responder a tal pergunta de forma concreta, o conceito de intersubjetividade é frequentemente usado como um mecanismo para entender como os humanos são capazes de ter empatia com as experiências uns dos outros e, de fato, de se envolver em uma comunicação significativa sobre elas. A formulação fenomenológica de "Ser-aí", onde pessoa e mundo são mutuamente constitutivos, é central aqui.
O observador, ou em alguns casos o entrevistador, atinge esse senso de compreensão e sentimento de relação com a experiência do sujeito, por meio da análise subjetiva da experiência e dos pensamentos e emoções implícitos que eles transmitem em suas palavras.

### Desafios no estudo da subjetividade
A psicologia filosófica predominante antes do final do século XIX dependia fortemente da introspecção. As especulações sobre a mente baseadas nessas observações foram criticadas pelos defensores pioneiros de uma abordagem mais científica e objetiva da psicologia, como William James e os behavioristas Edward Thorndike, Clark Hull, John B. Watson e B. F. Skinner. No entanto, nem todos concordam que a introspecção seja intrinsecamente problemática, como Francisco Varela, que treinou participantes experimentais na "introspecção" estruturada da redução fenomenológica.
No início da década de 1970, Amedeo Giorgi aplicou a teoria fenomenológica ao desenvolvimento do "Método Fenomenológico Descritivo na Psicologia". Ele buscou superar certos problemas que percebeu em seu trabalho em psicofísica, abordando fenômenos subjetivos a partir da estrutura hipotético-dedutiva tradicional das ciências naturais. Giorgi esperava usar o que havia aprendido em sua formação em ciências naturais para desenvolver um método rigoroso de pesquisa qualitativa. Seu objetivo era garantir que a pesquisa fenomenológica fosse confiável e válida, e ele fez isso buscando tornar seus processos cada vez mais mensuráveis.
Os filósofos há muito tempo enfrentam o problema do "qualia". Poucos filósofos acreditam que seja possível ter certeza de que a experiência de uma pessoa com o "qualia" de um objeto é a mesma que a de outra pessoa, mesmo que ambas as pessoas tenham histórias, genética e experiências efetivamente idênticas. Em princípio, a mesma dificuldade surge nos sentimentos (a experiência subjetiva da emoção), na experiência do esforço e, especialmente, no "significado" dos conceitos. Como resultado, muitos psicólogos qualitativos têm afirmado que a investigação fenomenológica é essencialmente uma questão de "criação de significado" e, portanto, uma questão a ser abordada por abordagens interpretativas.

## Aplicações

### Psicoterapia
A abordagem centrada na pessoa de Carl Rogers é baseada diretamente na teoria da personalidade do “campo fenomenal” de Combs e Snygg. Essa abordagem, por sua vez, foi fundamentada no pensamento fenomenológico. Rogers tenta colocar um terapeuta em contato mais próximo com uma pessoa ouvindo o relato dela sobre suas experiências subjetivas recentes, especialmente emoções das quais a pessoa não está totalmente ciente. Por exemplo, nos relacionamentos, o problema em questão geralmente não se baseia no que realmente aconteceu, mas, em vez disso, nas percepções e sentimentos de cada indivíduo no relacionamento. “No cerne da fenomenologia está a tentativa de descrever e compreender fenômenos como cuidado, cura e totalidade, conforme vivenciados por indivíduos que os viveram”.

### Aplicações recentes
O estudo e a prática da fenomenologia continuam a crescer e se desenvolver atualmente. Em 2021, foi realizado um estudo sobre as experiências de indivíduos que frequentaram um centro de convivência (CECO), utilizando entrevistas fenomenológicas para compreender a vida dos participantes. Após as entrevistas, os pesquisadores construíram uma narrativa abrangente, expressando sua compreensão da experiência dos participantes em suas próprias palavras. Esse processo levou os pesquisadores a compreender que "o CECO é um espaço propício para o desenvolvimento de potencialidades individuais e coletivas e para a valorização de relações sociais construtivas que facilitam e preservam a tendência inerente das pessoas ao crescimento, à autonomia e ao amadurecimento psicológico".
Outro exemplo de fenomenologia nos últimos anos é um artigo publicado em 2022 que explica como a fenomenologia pode se tornar um campo de estudo mais amplo se reconhecermos sua capacidade de tornar as experiências de outras pessoas mais claras, preenchendo a lacuna entre a realidade subjetiva e a objetiva. O artigo propõe "um conceito metodológico de elucidação fenomenológica para promover o desenvolvimento da fenomenologia como psicologia".

## Críticas
Em 2022, Gerhard Thonhauser publicou um artigo que critica a fenomenologia em psicologia pela adoção da psicologia de massas de Le Bon, bem como o que Thonhauser chama de "modelo de doença de transferência de emoções". Thonhauser afirma que há pouca ou nenhuma evidência da estrutura da psicologia de massas de Le Bon, na qual a fenomenologia se baseia.
Num artigo de 2015 escrito para o blogue Partially Examined Life, Michael Burgess argumenta que "...o problema fundamental aqui é que a consciência não é um recipiente para objetos; esta afirmação deriva principalmente de outra: que o próprio mundo parece ser de uma forma mas é de outra, pelo que no seu estado inicial de “parecer ser” não pode ser ele próprio real (essa ilusão é metafísica)."